# 国立科学博物馆
35°42′57″N 139°46′35″E / 35.715939°N 139.776527°E
国立科学博物馆是由日本独立行政法人国立科学博物馆运营的博物馆设施。创立于1877年1月。
国立科学博物馆的设立目的，是「通过关于自然史的科学及其他自然科学及其有关应用的调查、研究及有关这方面资料的收集、保管（包括育成）以及公众的公开阅览」等活动，以达到普及自然科学及社会教育之目的（独立行政法人国立科学博物馆法第3条）。

## 历史

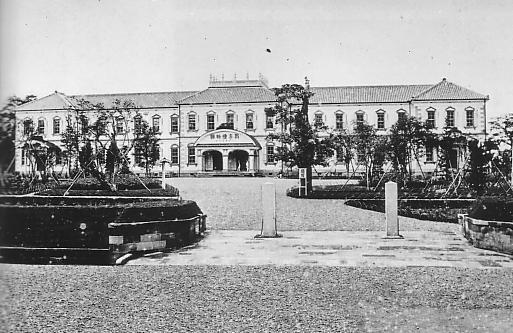
上野教育博物館

- 1871年10月作为日本文部省科学博物局的观览设施而该博物馆设立于汤岛圣堂之内
- 1875年4月改称为「东京博物馆」
- 1877年1月新馆的一部分完工，改称为「教育博物馆」并以此年为博物馆创立年
- 1889年7月为高等师范学校之附属并转移到与高等师范学校相邻接的汤岛圣堂之内
- 1914年6月从东京高等师范处独立，改称为｢东京教育博物馆｣
- 1930年12月上野新馆（现本馆）建成
- 1931年2月改称为「东京科学博物馆」
- 1949年6月根据日本文部省设立法设立「国立科学博物馆」
- 1962年4月与东京都港区白金台的国立自然教育园合并，设立「附属自然教育园」
- 1972年3月新宿分馆大楼建成
- 1983年12月筑波实验植物园开园
- 1994年6月设立筑波研究资料中心
- 2001年4月为独立行政法人国立科学博物馆
- 2002年6月设立产业技术史资料信息中心
- 2004年11月新馆开馆。与此同时开始本馆的改修工事

## 设施
- 上野本馆（东京都台东区上野公园7-20）
- 新宿分馆（东京都新宿区百人町3-23-1）
- 筑波研究资料中心（茨城县つくば市天久保4-1-1）
- 附属植物园（东京都港区白金台5-21-5）
- 产业技术史信息中心（东京都中央区日本桥室町2-13-6三井6号馆3F）

## 展示内容

### 日本館

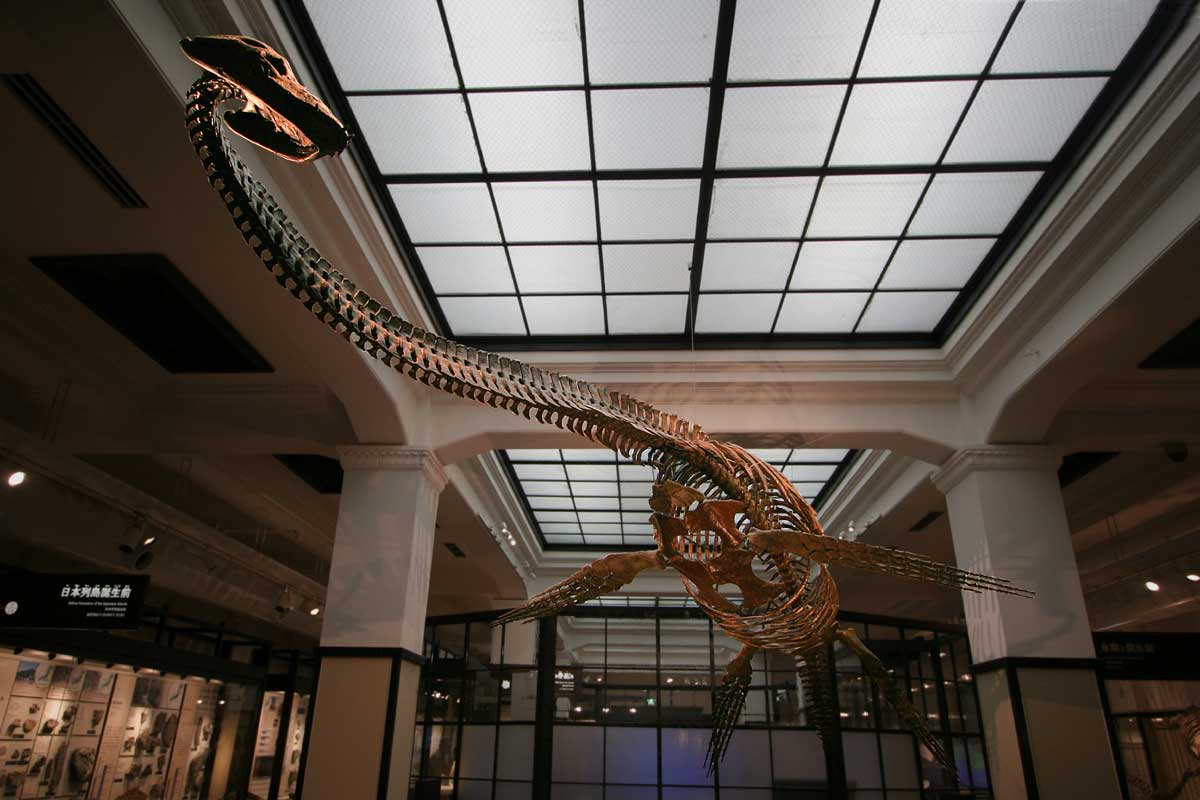
雙葉龍（日本館3樓）
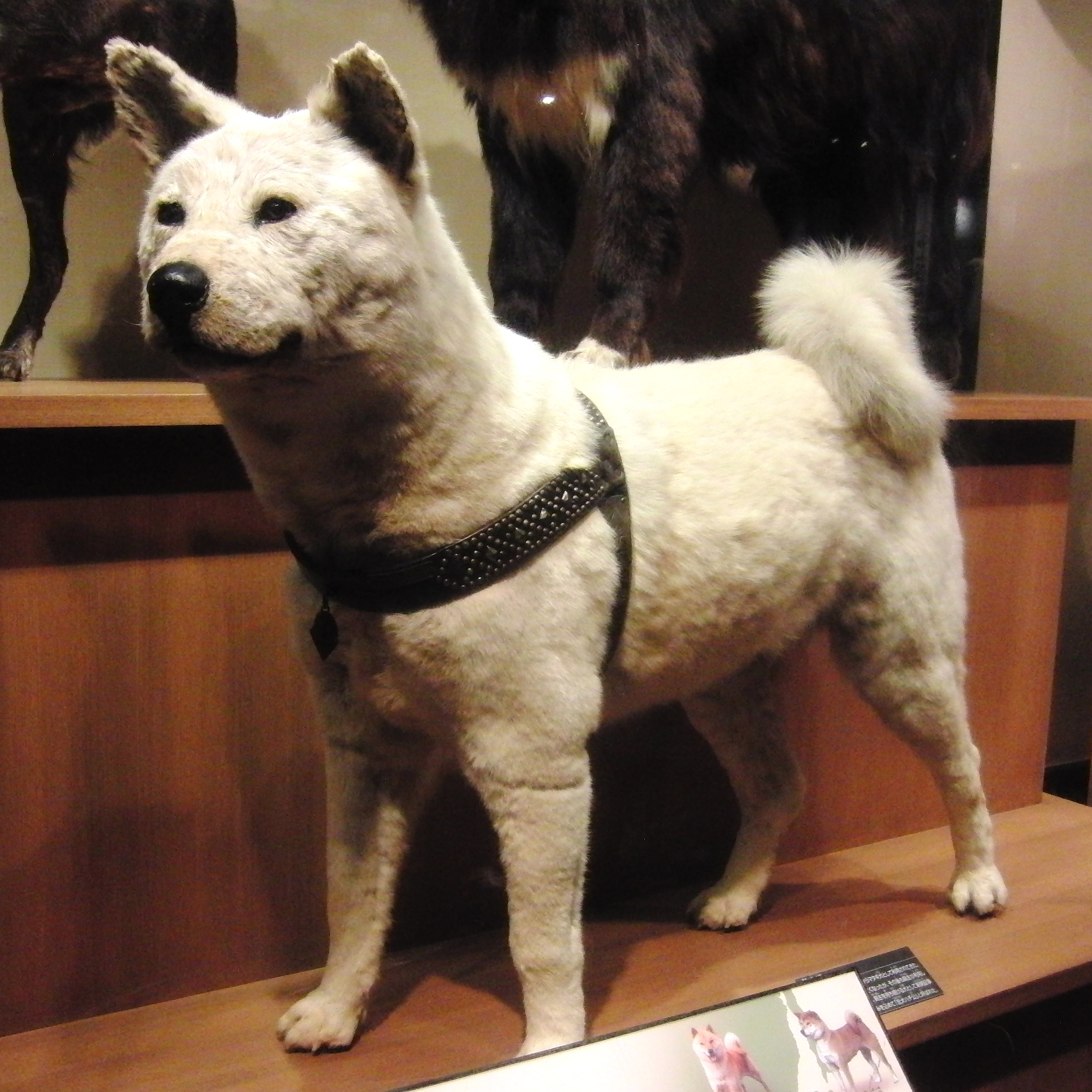
忠犬八公（日本館2樓）

### 地球館

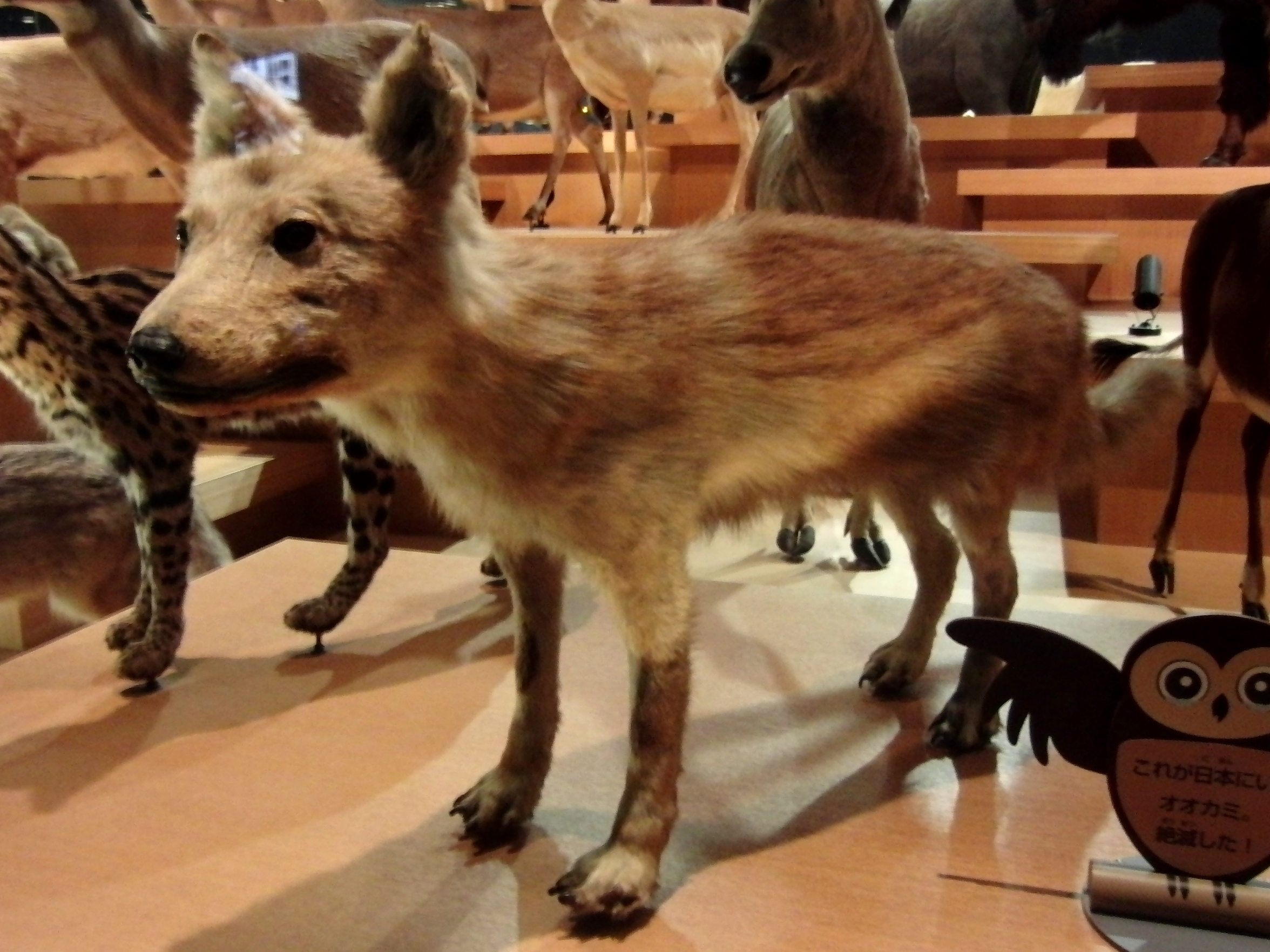
日本狼（地球館3樓）
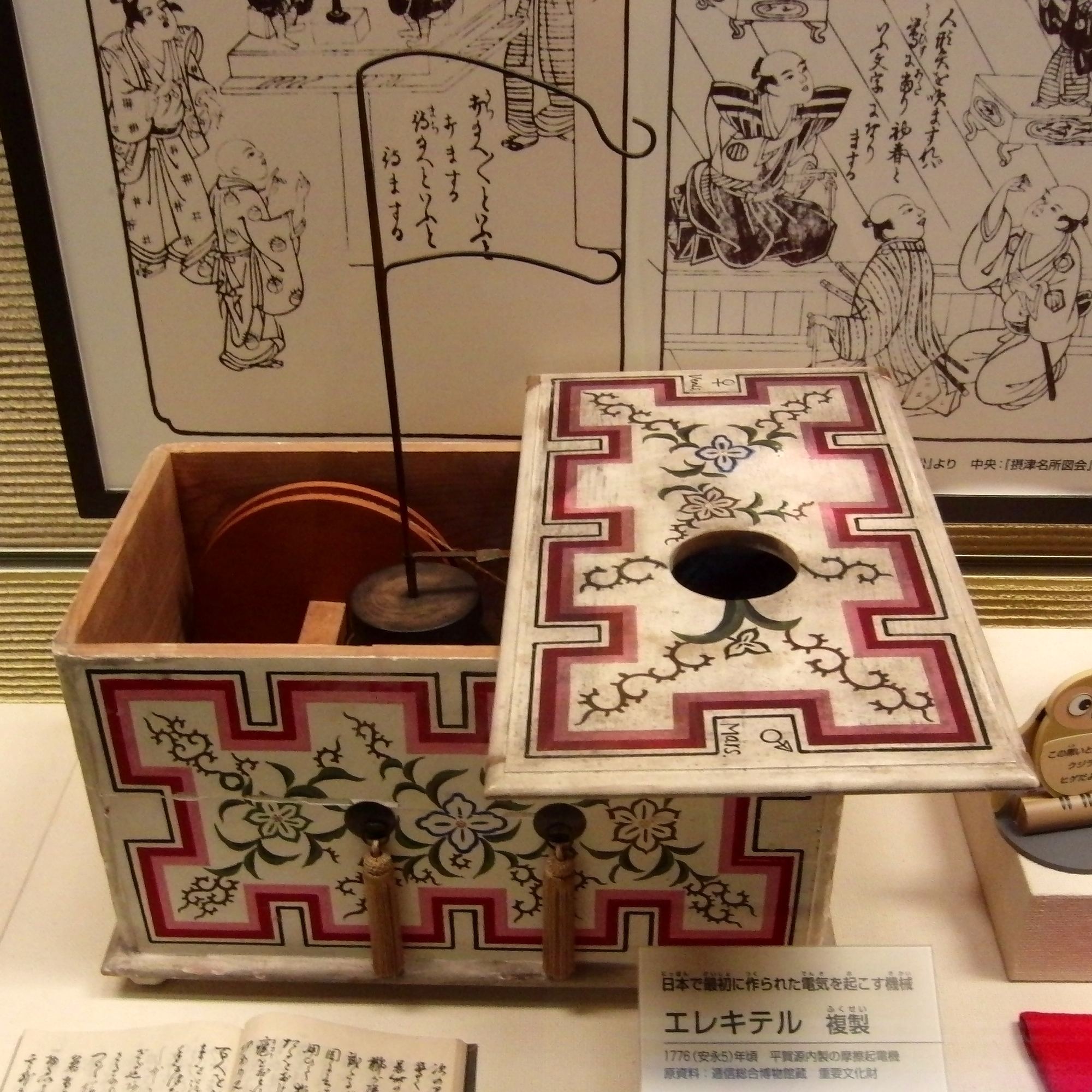
平賀源内發電機（地球館2樓）
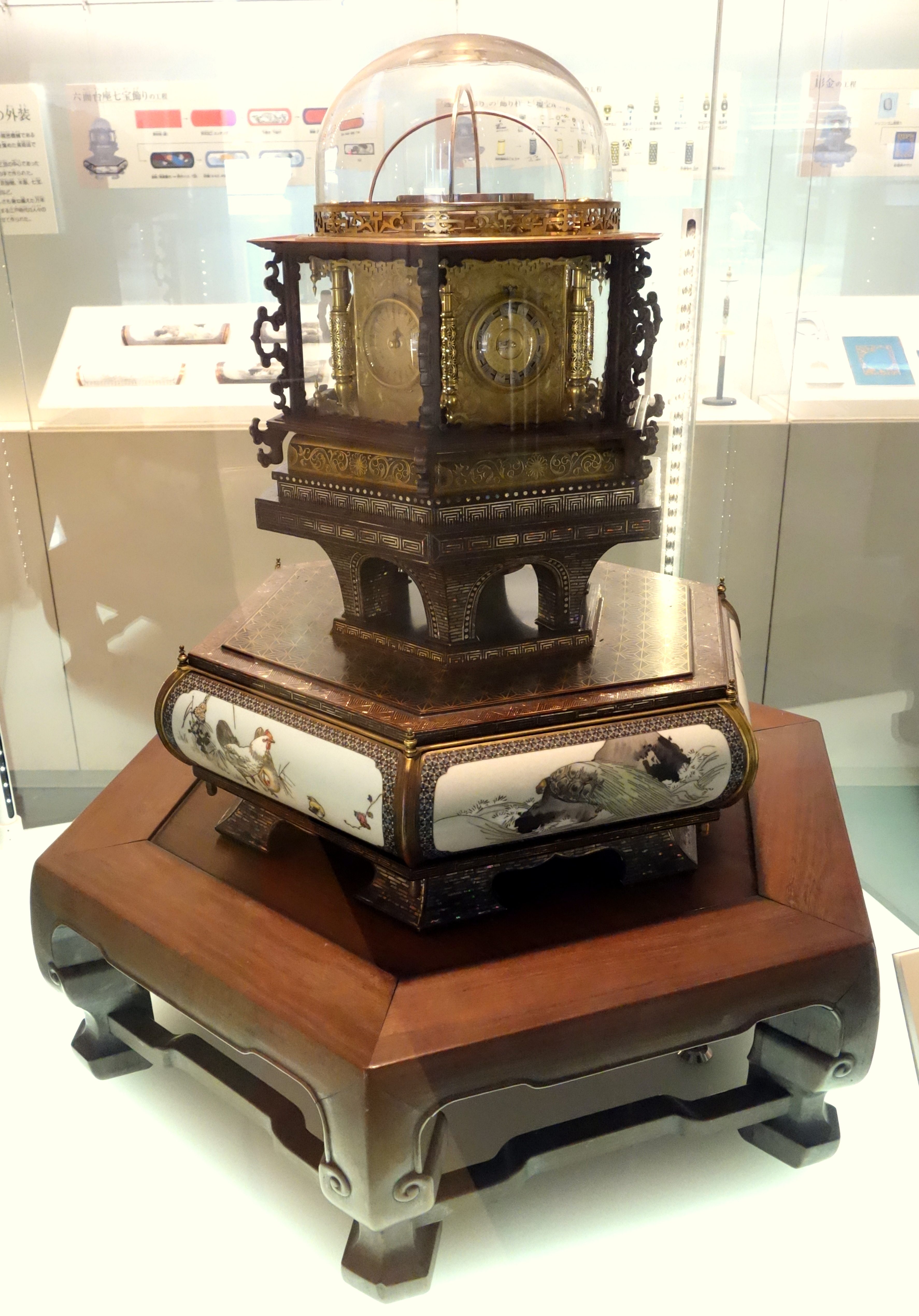
田中久重萬年自鳴鐘（地球館2樓）
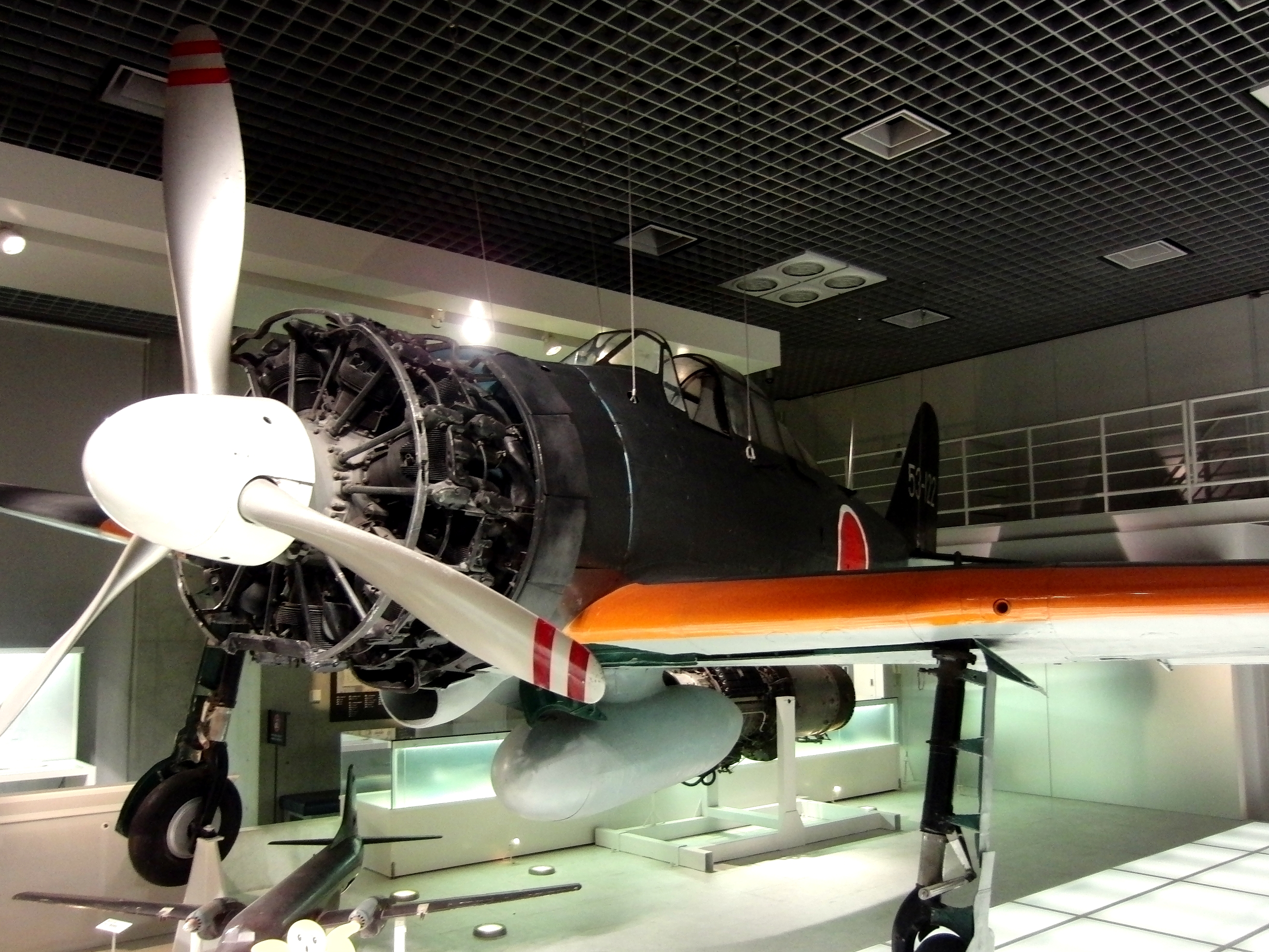
零式艦上戰鬥機（地球館2樓）
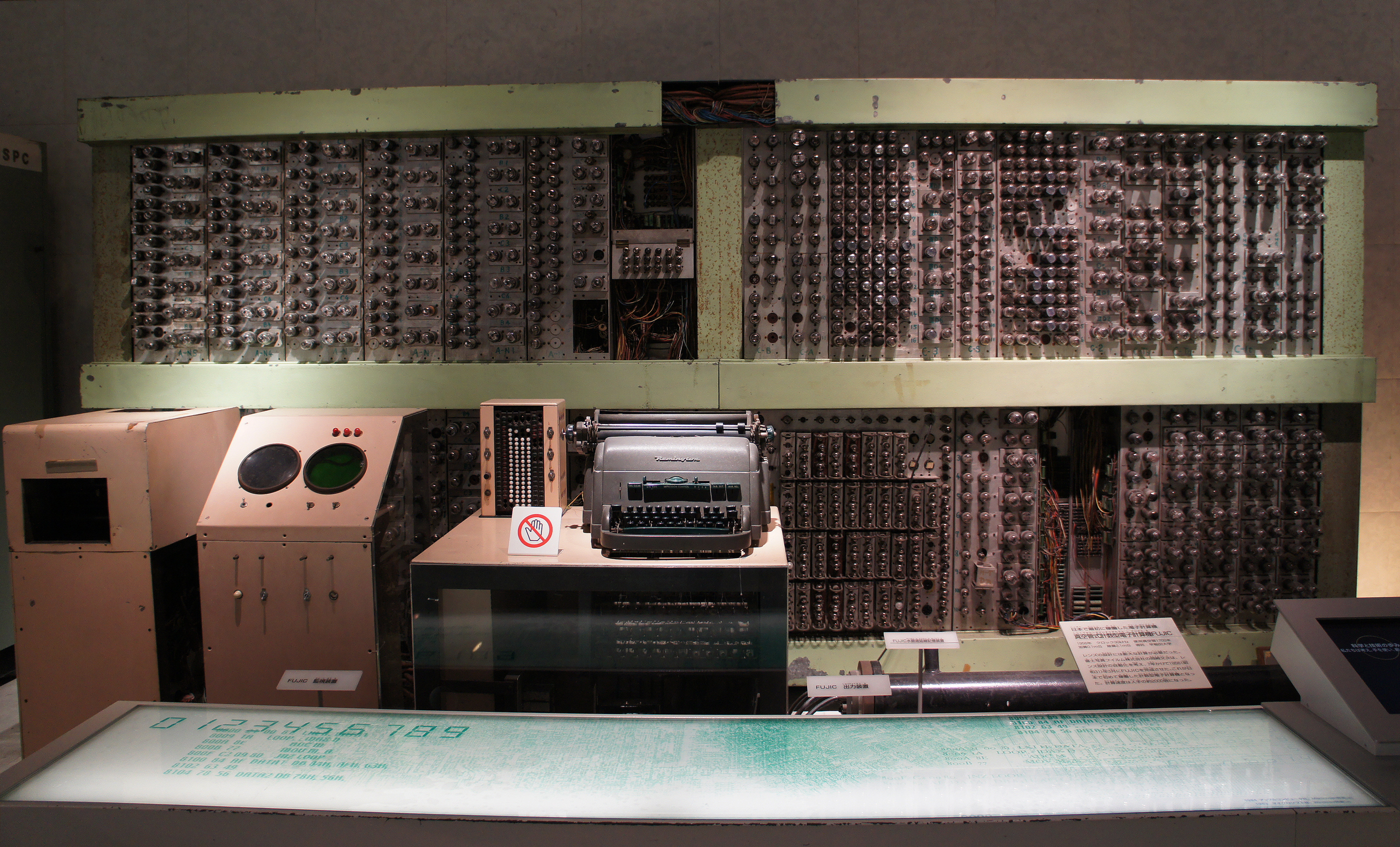
真空管式計數型計算機FUJIC（地球館2樓）
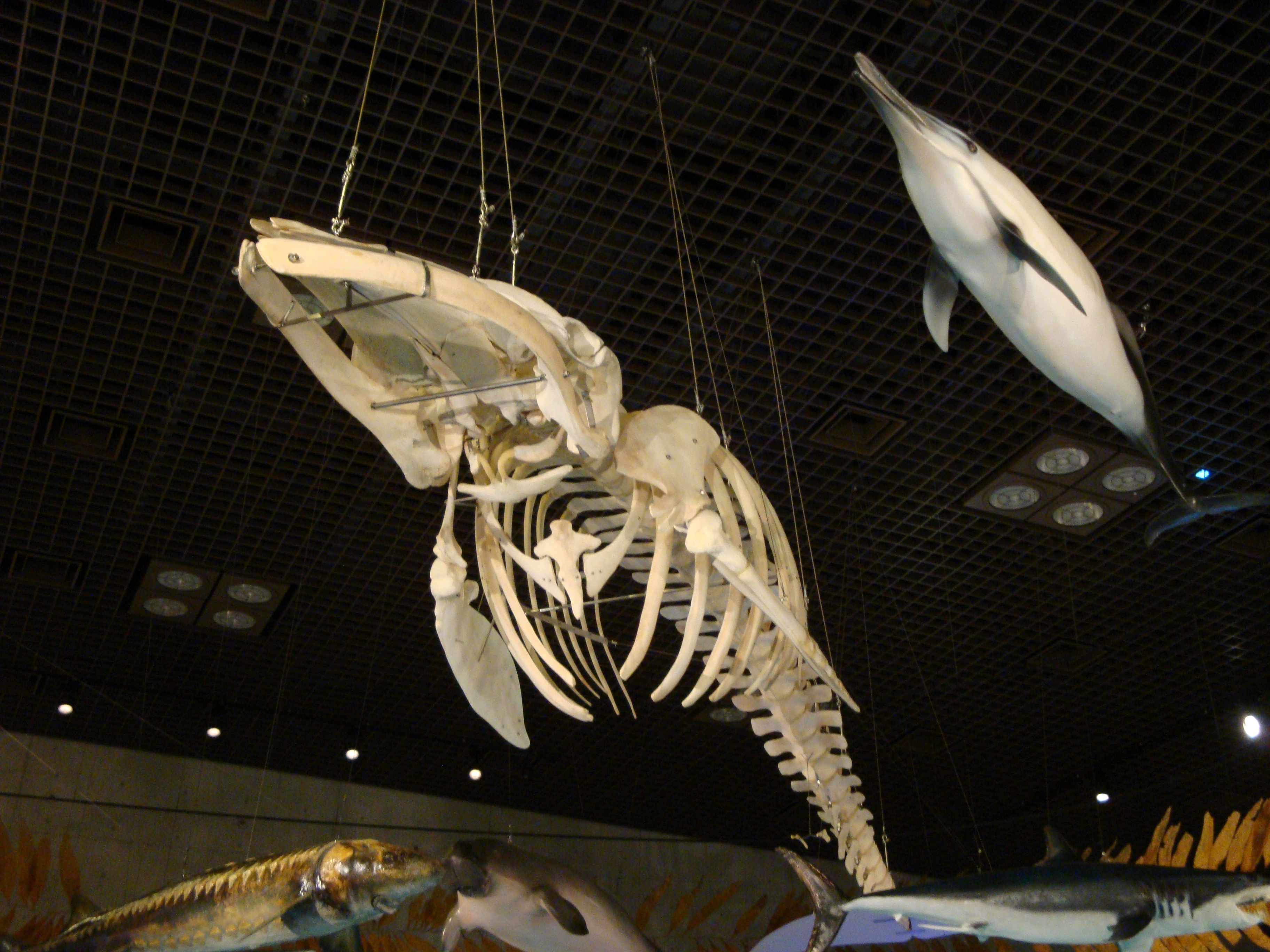
小鬚鯨（地球館1樓）
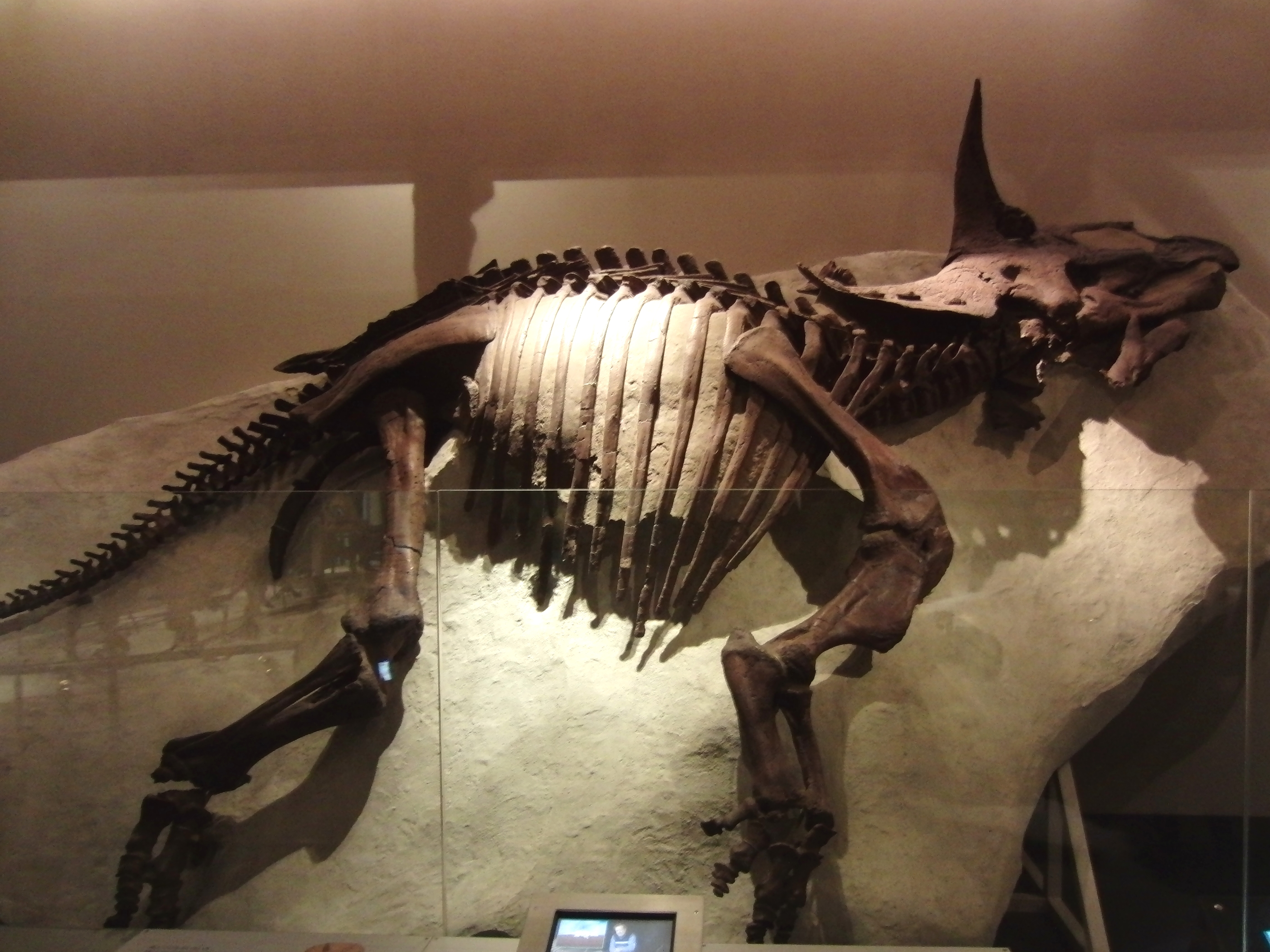
三角龍屬（地球館B1樓）
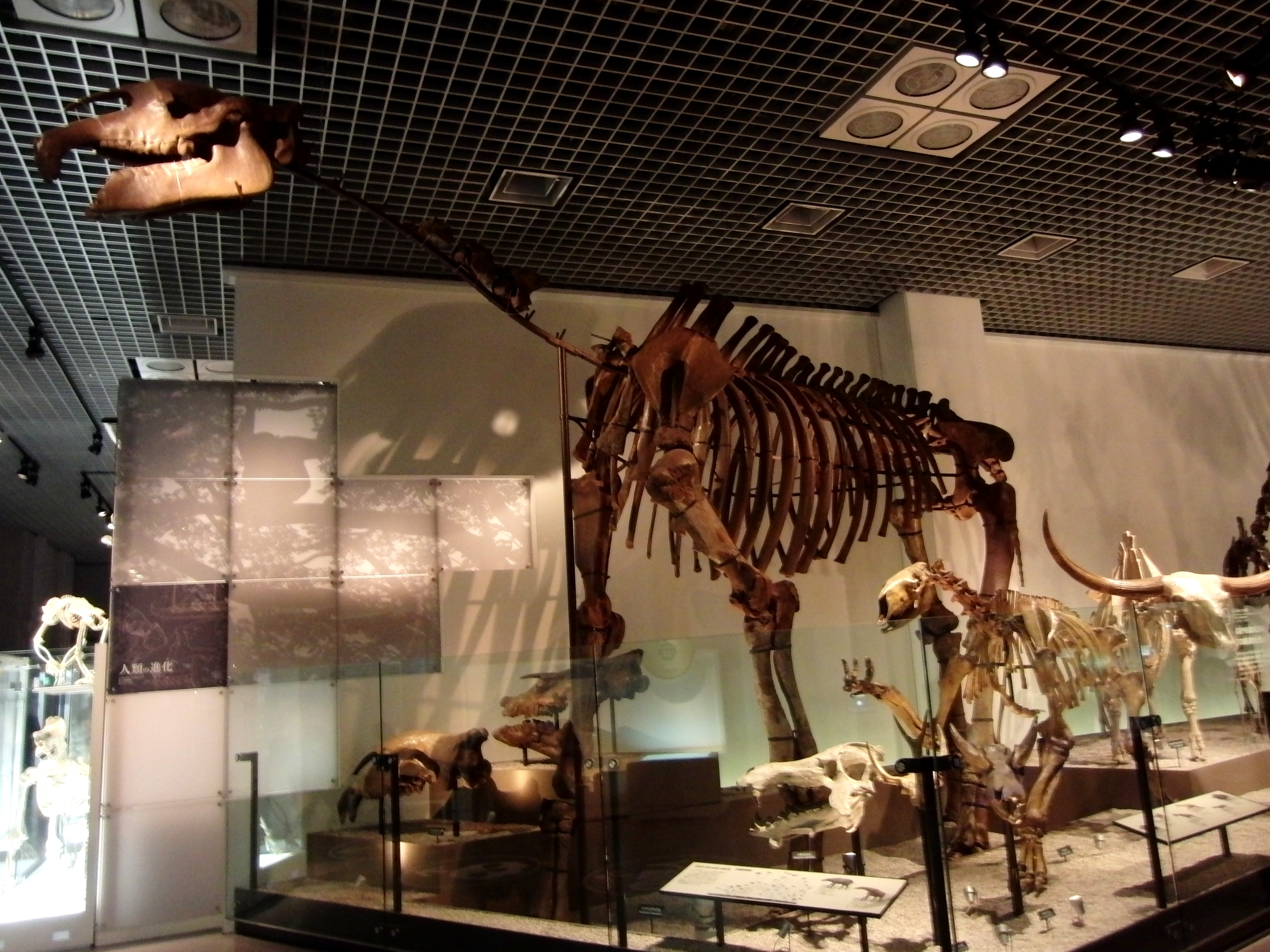
巨犀（地球館B2樓）
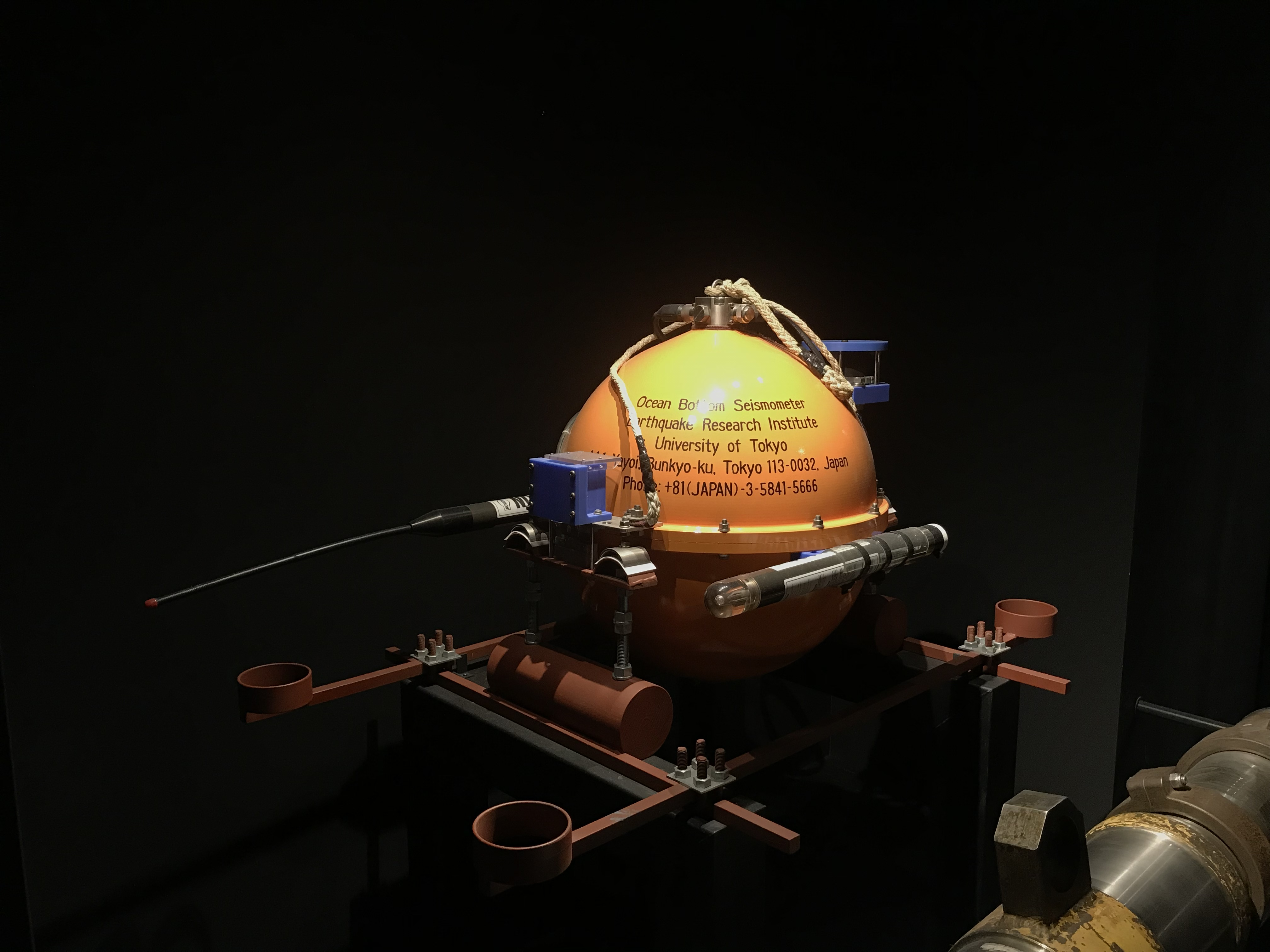
东京大学地震研究所海底地震仪